# Хафф, Харри
Харри Дж. Хафф (англ. Harry J. Huff; 3 июня 1880, Сидар, Айова — 29 мая 1964, Канзас-Сити, Миссури) — американский легкоатлет, выступавший в беге на короткие дистанции. Участник летних Олимпийских игр 1908 года.

## Биография
Харри Хафф родился 3 июня 1880 года в американском тауншипе Сидар округа Ван-Бьюрен штата Айова.
Выступал в легкоатлетических соревнованиях за колледж Гриннелл, Чикагский университет и легкоатлетическую ассоциацию Чикаго. В 1907 году выиграл чемпионат США в беге на 100 и 220 ярдов.
В 1908 году вошёл в состав сборной США на летних Олимпийских играх в Париже. В беге на 100 метров выиграл четвертьфинал с результатом 11,4 секунды и занял 2-е место в полуфинале (11,1), уступив 0,3 секунды попавшему в финал с 1-го места Джеймсу Ректору из США. В беге на 200 метров выиграл четвертьфинал (22,8) и занял последнее, 3-е место в полуфинале (23,0), уступив 0,4 секунды попавшему в финал с 1-го места Нейту Картмеллу из США.
Впоследствии стал тренером. До 1927 года работал в колледже Гриннелл, затем три года тренировал в Канзасском университете и шесть лет в университете Миссури, после чего в 1935 году ушёл из спорта.
Умер 29 мая 1964 года в американском городе Канзас-Сити.

## Личные рекорды
- Бег на 100 ярдов — 9,8 (1907)[1]
- Бег на 100 метров — 10,8 (1908)[1]
- Бег на 200 метров — 21,9 (1907)[1]